# Antiblemma prospera
Antiblemma prospera är en fjärilsart som beskrevs av Walker 1858. Antiblemma prospera ingår i släktet Antiblemma och familjen nattflyn. Inga underarter finns listade i Catalogue of Life.